# Junco (botânica)
Junco é o nome comum dado a numerosas espécies de plantas monocotiledóneas do tipo junciforme, sobretudo as pertencentes às famílias Juncaceae e Cyperaceae. A maioria dessas espécies ocorre em habitats ligados às zonas húmidas, sendo quase sempre herbáceas radicantes e rizomatosas, com caules erectos ou ascendentes, cilíndricos ou comprimidos. Entre as mais frequentes estão as espécies pertencentes aos seguintes géneros:
- Juncus
- Scirpus
- Cyperus
- Butomus
- Eleocharis
- Scirpoides
- Cladium
- Triglochin
- Typha
- Phragmites
- Sparganium